# آشیل لکلر
آشیل لکلر (انگلیسی: Achille Leclère; ۲۹ اکتبر ۱۷۸۵ – ۲۳ دسامبر ۱۸۵۳) معمار اهل فرانسه بود.

## زندگی
لکلر سال ۱۷۸۵ در پاریس زاده شد.

## جوایز
وی همچنین برندهٔ جوایزی همچون جایزه بزرگ رم شده‌است.

## حرفه
او از اعضای آکادمی هنرهای زیبا و همچنین از دانش‌آموختگان معماری اکول ده بوزار بود.